# John Duff (Rennfahrer)

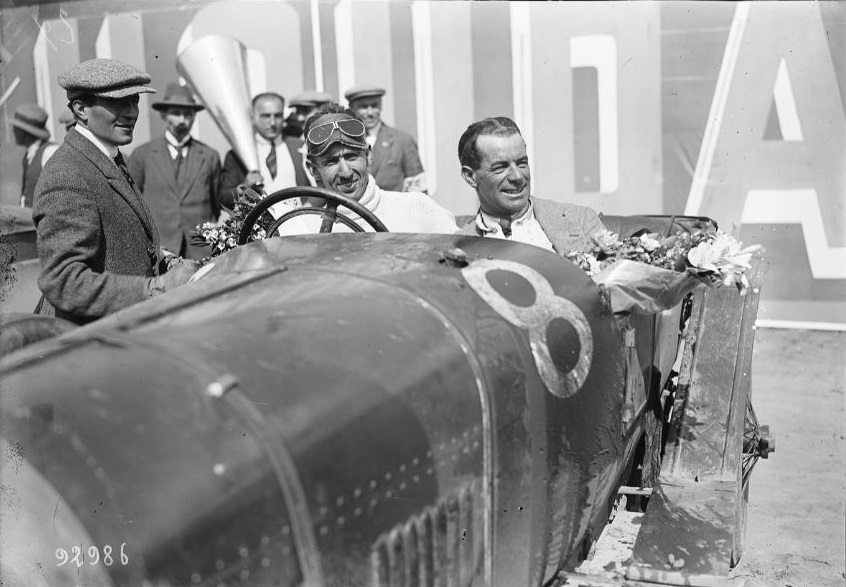
John Duff (links) mit Frank Clement beim 24-Stunden-Rennen von Le Mans 1924

John Francis Duff (* 17. Januar 1895 in Jiujiang; † 8. Januar 1958 im Epping Forest) war ein kanadischer Autorennfahrer.

## Karriere
John Duff gewann 1924 als erster und bisher einziger Kanadier das 24-Stunden-Rennen von Le Mans. Neben seiner Landsfrau Kay Petre ist er der zweite Rennfahrer aus dem nordamerikanischen Staat, der ein Rennen auf der Rennbahn von Brooklands gewinnen konnte. In seiner Karriere stellte er mehr als 50 Geschwindigkeitsrekorde auf.
John Duff wurde 1895 in China als Sohn eines kanadischen Unternehmerpaars geboren. Seine Erziehung und schulische Ausbildung erhielt er jedoch in Großbritannien. 1912 kehrte er nach China zurück, nur um zwei Jahre später erneut nach Europa zu kommen, um in der britischen Armee im Ersten Weltkrieg zu dienen. Er wurde in der Dritten Flandernschlacht schwer verwundet. Duff rüstete als Hauptmann der Infanterie ab und heiratete nach dem Krieg die Krankenschwester, die ihn nach der Verwundung betreut hatte.
Duff begann seine Rennkarriere 1920, als er mit einem privaten 10-Liter-Fiat, Baujahr 1908, in Brooklands an den Start ging. Über die Jahre modifizierte er den Fiat immer wieder und konnte mit dem betagten Rennwagen einige Erfolge erzielen. 1922 gründete er Duff & Aldington, eine Bentley-Verkaufsvertretung und begann mit Bentleys Rennen zu fahren. In Brooklands stellte er im September 1922 einige Geschwindigkeits- und Distanzrekorde auf.
1923 war er beim ersten 24-Stunden-Rennen von Le Mans am Start. Walter Bentley wollte zwar keinen Werkswagen ins Rennen schicken, unterstützte Duff aber mit Personal und Material. Der von Duff privat gemeldete 3-Liter-Sport wurde in der Bentley-Fabrik vorbereitet und der Bentley-Testfahrer Frank Clement dem Kanadier als Partner zur Seite gestellt. Am Ende erreichte das Duo den vierten Gesamtrang. Ein Jahr später siegte Duff mit Clement in Le Mans und sorgte für den ersten Gesamtsieg der britischen Marke an der Sarthe. Bis Mitte der 1920er-Jahre fuhr Duff in Europa Rennen für Bentley und stellte im September 1925 auf der Rennbahn von Montlhéry erneute Distanzrekorde auf.
1926 wechselte Duff in die USA und unterschrieb einen Werksvertrag bei Miller um beim 500-Meilen-Rennen von Indianapolis an den Start zu gehen. Das Rennen musste wegen Regens nach 400 Meilen abgebrochen werden und Duff wurde als Neunter gewertet. Nach einem dritten Platz beim AAA-National-Rennen in Aaltona, hatte Duff beim nächsten Rennen in Salem einen schweren Unfall, der seine Karriere beendete. Nach einem Reifenschaden prallte der Miller in eine Mauer und Duff erlitt schwere Knochenbrüche.
Nach dem Ende seiner Rennkarriere lebte Duff mit seiner Familie in Kalifornien und arbeitete als Stuntman in Hollywood und Fechtlehrer an der Universität von Kalifornien. Nach dem Ausbruch der Großen Depression zog Duff mit seiner Familie nach China in seine Geburtsstadt. In den späten 1930er-Jahren machte er in Großbritannien Karriere als Fechter und kam zu wirtschaftlichen Wohlstand. In den 1950er-Jahren wurde er passionierter Reiter. John Duff starb im Januar 1958 bei einem Reitunfall in einem Wald in der Nähe von London.

## Statistik

### Le-Mans-Ergebnisse
| Jahr | Team             | Fahrzeug              | Teamkollege   | Platzierung | Ausfallgrund |
| ---- | ---------------- | --------------------- | ------------- | ----------- | ------------ |
| 1923 | Capt. John Duff  | Bentley 3 Litre Sport | Frank Clement | Rang 4      |              |
| 1924 | Duff & Adlington | Bentley 3 Litre Sport | Frank Clement | Gesamtsieg  |              |
| 1925 | Capt. John Duff  | Bentley 3 Litre Sport | Frank Clement | Ausfall     | Wagenbrand   |

### 24-St-Spa-Ergebnisse
| Jahr | Team                | Fahrzeug | Teamkollege        | Platzierung | Ausfallgrund |
| ---- | ------------------- | -------- | ------------------ | ----------- | ------------ |
| 1925 | Automobiles Imperia | Imperia  | Barthélémy Bruyère | Rang 21     |              |